# جاكوب جيريجيرسين
جاكوب جيريجيرسين (بالدنماركية: Jacob Gregersen)‏ هو لاعب كرة قدم دنماركي، ولد في 12 أكتوبر 1972 في الدنمارك في مملكة الدنمارك.